# Zlatan Bajramović
 Zlatan Bajramović  és un exfutbolista de Bòsnia i Hercegovina.
Va començar com a futbolista al FC St. Pauli. Posteriorment jugà a SC Freiburg, FC Schalke 04 i Eintracht Frankfurt, i fou internacional amb Bòsnia.